# Clube Atlético Sorocaba
El Clube Atlético Sorocaba es un club deportivo inactivo brasileño, fundado en 1991 en la ciudad de Sorocaba, Estado de São Paulo. Contó con una sección de baloncesto y una sección de fútbol, esta última llegó a competir en varias ediciones del Campeonato Brasileño de Serie C. Actualmente el club es propiedad de los herederos de Sun Myung Moon, fundador de la Iglesia de la Unificación, al igual que otro equipo brasileño, el Clube Esportivo Nova Esperança.

## Historia
El club fue fundado el 21 de febrero de 1991 por el empresario João Caracante Filho, inicialmente como un club de baloncesto. El Atlético Sorocaba contó con una sección de fútbol el 15 de marzo de 1993, después de fusionarse con el Clube Atlético Barcelona y el Estrada de Ferro Sorocabana Futebol Clube.
El Atlético Sorocaba disputó ocho ediciones del Campeonato Brasileño de Serie C en dos ocasiones, la primera vez desde la temporada 1994 hasta 1998 y nuevamente entre 2002 y 2004. Las mejores actuaciones del club tuvieron lugar en la temporada de 1996, cuando alcanzaron la tercera fase de la competición.
El único título logrado por el equipo fue el 29 de noviembre de 2008, cuando se proclamaron campeones de la Copa Paulista tras vencer al Esporte Clube XV de Novembro de Piracicaba con un resultado global de 4 a 3. El club también compitió en la Recopa Sul-Brasileira de la misma temporada. Después de vencer a Pelotas 2-0 en la semifinal, el Atlético Sorocaba fue derrotado 1-0 por Brusque en la final.
Al año siguiente, el 5 de noviembre de 2009, tuvo lugar un encuentro entre el Atlético Sorocaba y la selección absoluta de Corea del Norte. Más de 80 000 espectadores norcoreanos asistieron al Estadio Kim Il-sung de Pionyang para ver el partido, creyendo que el club de Sorocaba era la selección de fútbol de Brasil. El encuentro finalizó con empate a cero.

## Palmarés
Fútbol
- Copa Paulista
  - Ganadores (1): 2008

Baloncesto
- Campeonato Panamericano Femenino de Clubes de Básquetbol
  - Ganadores (3): 1994, 1995, 1996